# Michel Eduard Blokland
Michel Eduard Blokland (Paramaribo, 5 de junho de 1960) é um médico e politico surinamês.  Foi Ministro da Saúde do Suriname desde 2012 a 2015.

## Biografia
Michel Eduard Blokland é médico formado pela Universidade Anton de Kom no 1985.  Trabalhou como clínico geral nos distritos de Para (distrito), Saramacca e Coronie de 1989 a 1991. Trabalhou como médico assistente no Departamento de Otorrinolaringologia do Hospital Universitário de Paramaribo de 1991 a 1993. Clinicou em Medicina Geral, de forma privada, por 18 anos no hospital St. Vicentius. 
Foi Presidente da Associação dos Médicos no Suriname de 2008 a maio de 2012.
Foi designado como Ministro da Saúde no 3 de maio de 2012 depois de Celsius Waterberg.  Após as eleições de 2015, ele foi sucedido por Patrick Pengel no 13 de agosto.